# 라남구역
라남구역(羅南區域, 표준어: 나남구역)은 조선민주주의인민공화국 함경북도 청진시에 속하는 구역으로 시의 남서쪽에 위치한다. 인구는 2008년 기준으로 112,343명이다.
일제강점기에는 제19사단이 놓여져 군사 도시로서 알려졌다. 함경북도청소재지이기도 하여 라남역이 세워졌다. 현재도 조선인민군의 군사거점이다.

## 지리
청진시의 남부에 위치하고 동해와 접한다.

## 역사
역사적으로는 함경도 경성군의 일부였다. 일제강점기에는 함경북도에 속했다.
1915년, 일본제국 육군의 제19사단이 놓여졌다. 1923년에는 함경북도청이 라남으로 이전했다. 군사·행정의 중심지였기 때문에 일본인 거류자도 많았다.
- 1914년 - 경성군 라남면이 신설되었다.
- 1920년 - 함경북도청이 경성에서 라남으로 이전했다.
- 1931년 - 라남면이 라남읍으로 승격하였다.
- 1940년 3월 - 경성군 라남읍이 청진부에 편입되었다.
- 해방 후 - 라남시로 승격하였다.
- 1960년 10월 - 라남시가 청진시에 합병되어 라남구역이 되었다.

## 행정 구역
19동 2리로 구성된다.
- 라흥 1동 (羅興 1洞)
- 라흥 2동 (羅興 2洞)
- 풍곡동 (豊谷洞)
- 리곡동 (梨谷洞)
- 평화동 (平和洞)
- 라성동 (羅城洞)
- 신흥동 (新興洞)
- 회향동 (檜鄕洞)
- 라북 1동 (羅北 1洞)
- 라북 2동 (羅北 2洞)
- 락원 1동 (樂園 1洞)
- 락원 2동 (樂園 2洞)
- 새거리동
- 봉천 1동 (鳳泉 1洞)
- 봉천 2동 (鳳泉 2洞)
- 봉천 3동 (鳳泉 3洞)
- 은덕동 (恩德洞)
- 부암동 (富岩洞)
- 룡천동 (龍川洞)
- 룡암리 (龍岩里)
- 봉암리 (鳳岩里)

## 시설
- 라남역
- 라남제약 공장
- 5월10일 기계공장
- 구덕 닭공장

## 갤러리

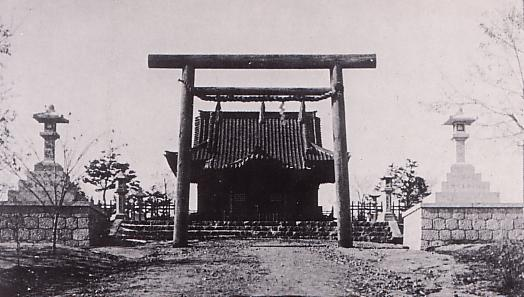
라남신사 (1945년)
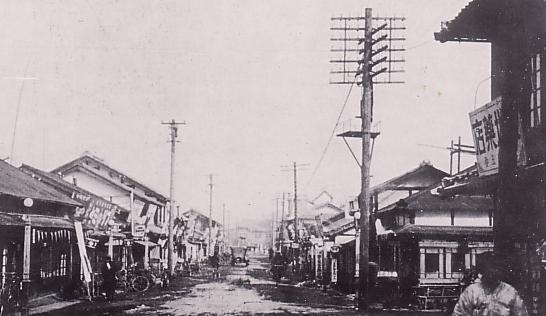
생구동(生駒)의 모습 (1945년)
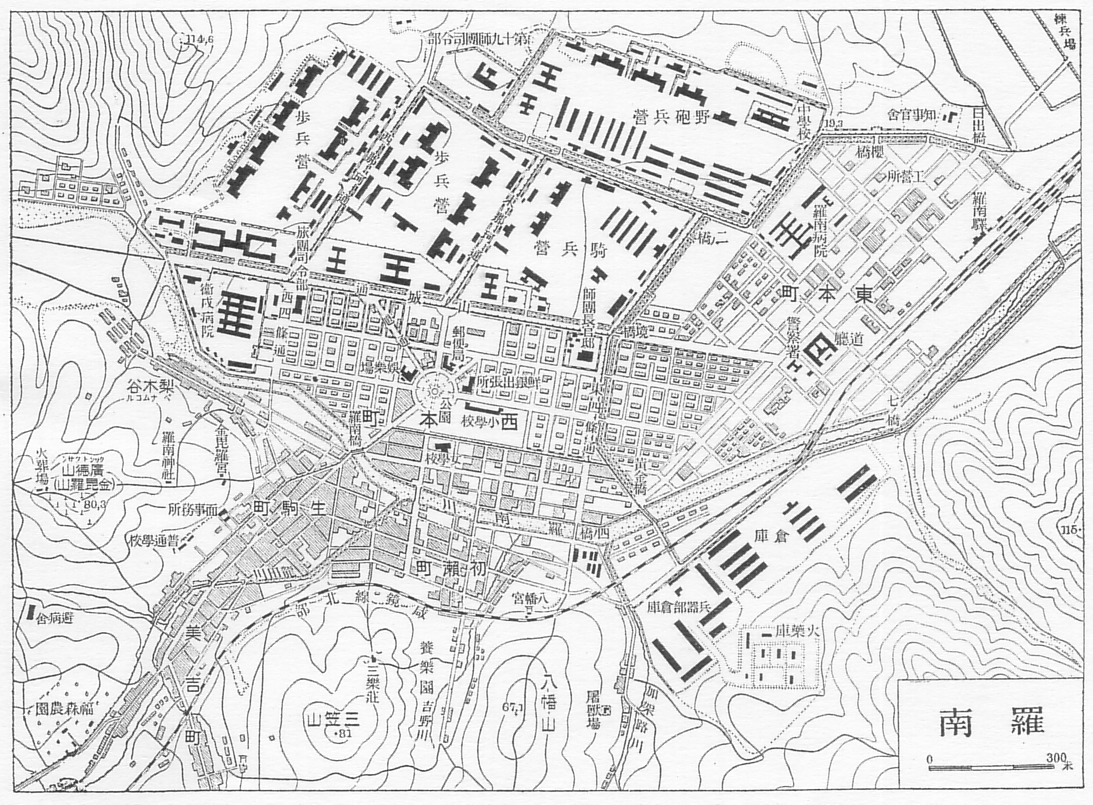
1930년대의 지도
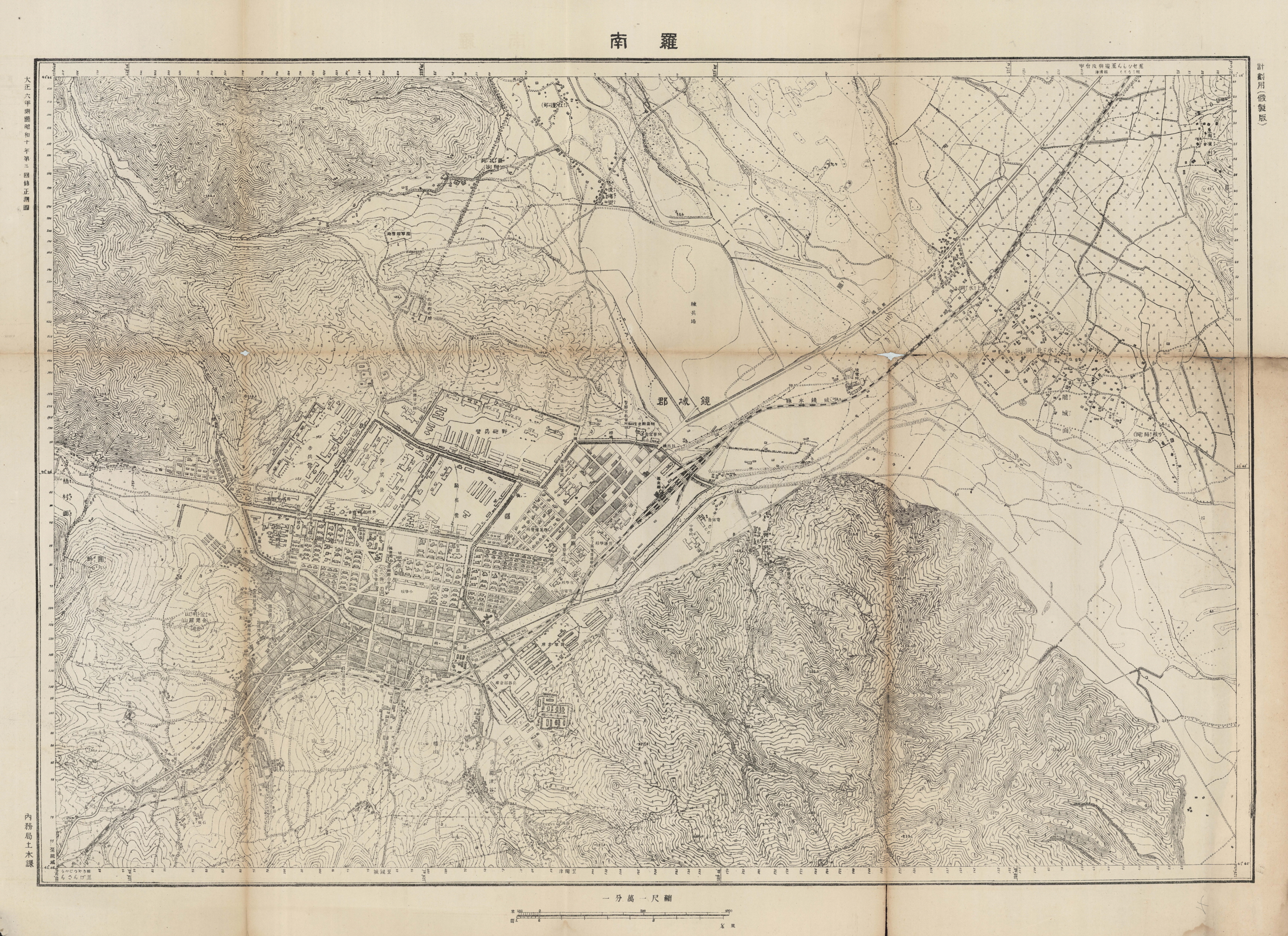
1935년의 지도 (10000:1)

## 같이 보기
- 청진시